# Nepomuceno Raúl Iturria Igarzábal
Nepomuceno Raúl Iturria Igarzábal (Sarandí del Yí, 1935) és un advocat i polític uruguaià pertanyent al Partit Nacional.

## Biografia
Nascut a Sarandí del Yí, al departament de Durazno, Iturria va estudiar Dret a la Universitat de la República, a Montevideo, i va cursar estudis de postgrau en Dret Administratiu a la Universitat Complutense de Madrid.
Va ser intendent de Durazno durant els períodes 1972–1976 i 1990–1995. Entre 1993 i 1994 va ser ministre de l'Interior del govern del nacionalista Luis Alberto Lacalle i, entre 1995 i 1998, com a resultat del govern de coalició, va ser ministre de Defensa Nacional durant la presidència de Julio María Sanguinetti Coirolo, militant del Partit Colorado. Més endavant, deixaria el càrrec de ministre pel de senador de la República.
Iturria és membre del club basc local Euskal Erria. A més, va escriure un llibre titulat 1958 el año que cambió la historia.